# Gare de Bonny
La gare de Bonny, dite parfois gare de Bonny-sur-Loire, est une gare ferroviaire française, fermée, de la ligne de Moret - Veneux-les-Sablons à Lyon-Perrache. Elle est située rue de la gare au sud-est du centre bourg de la commune de Bonny-sur-Loire, dans le département du Loiret.
Ouverte en 1861 par la Compagnie des chemins de fer de Paris à Lyon et à la Méditerranée (PLM), elle est fermée en 1995 par la Société nationale des chemins de fer français (SNCF).

## Situation ferroviaire
Établie à 149 mètres d'altitude, la gare, fermée, de Bonny est située au point kilométrique (PK) 176,861 de la ligne de Moret - Veneux-les-Sablons à Lyon-Perrache, entre les gares ouvertes au service des voyageurs de Briare, s'intercale la gare ouverte uniquement aux marchandises de Châtillon-sur-Loire, et de Cosne-sur-Loire, s'intercalent la gare fermée de Neuvy-sur-Loire ainsi que la gare ouverte uniquement aux marchandises de Myennes,.

## Histoire

### Gare PLM (1861-1937)

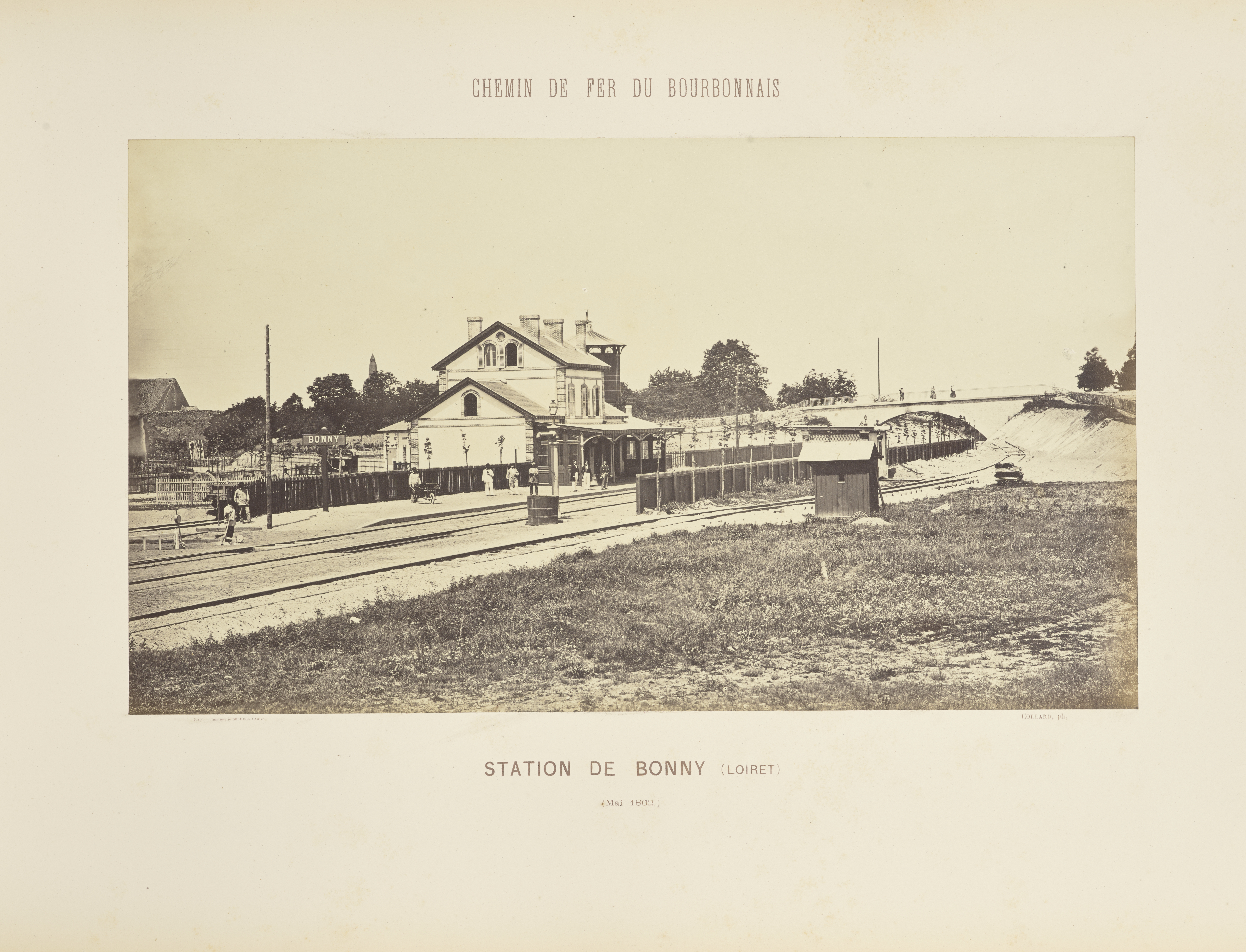
Photo de la gare prise par Auguste Hippolyte Collard en mai 1862.

La « gare de Bonny » est mise en service le 21 septembre 1861 par la Compagnie des chemins de fer de Paris à Lyon et à la Méditerranée (PLM), lorsqu'elle ouvre à l'exploitation les 51 km de la deuxième partie de la première section de sa ligne Paris-Lyon par le Bourdonnais.
En 1876, on termine l'installation d'un réservoir de 1 500 mètres cubes réalisé conformément au projet approuvé le 25 septembre 1875.
En 1911, la gare, nommée « Bonny », figure dans la « Nomenclature des gares stations et haltes du PLM ». C'est une gare de passage de la ligne de Moret-les-Sablons à Nîmes, située entre la gare de Châtillon-sur-Loire et la Gare de Neuvy-sur-Loire. Elle est ouverte au service complet de la grande vitesse et à celui de la petite vitesse.
En 1929, le conseil municipal décide d'installer l'éclairage électrique et une fermeture de l'abri voyageurs. Pour réaliser ce projet la compagnie demande une subvention de 12 200 fr, la commune demande donc l'autorisation d'emprunter cette somme et de la rembourser par le biais de surtaxes locales temporaires. Du fait des avis favorables des services elle obtient l'autorisation par un décrêt du 3 août 1930.

La gare dans les années 1900-1910
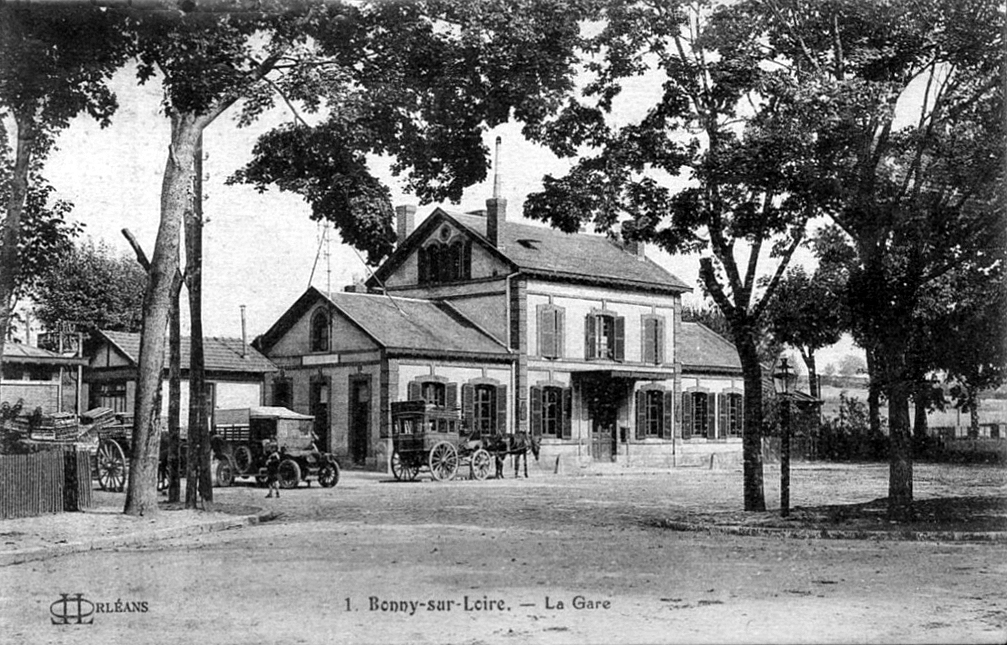
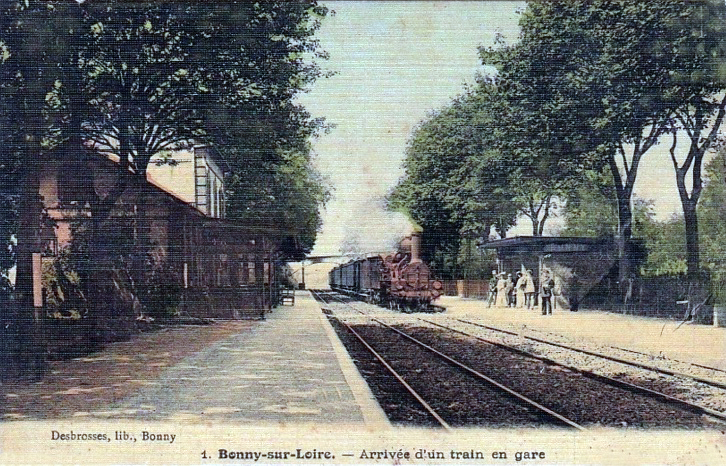
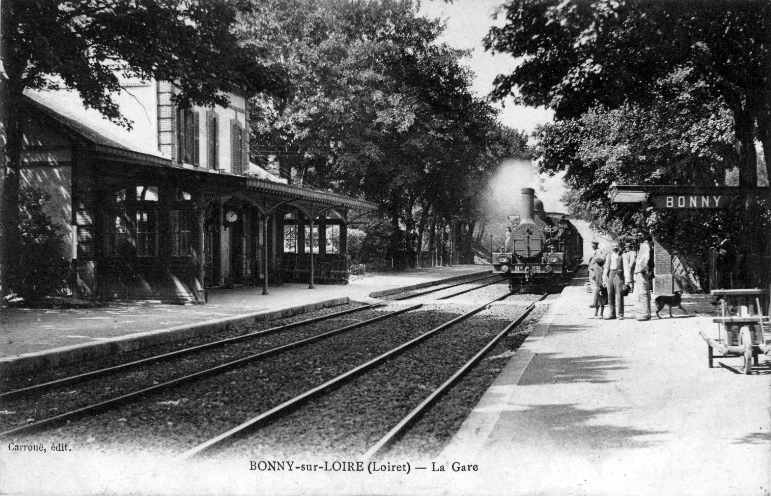

### Gare SNCF (1938-1995)
Lors de la préparation de l'électrification de la ligne, au début des années 1980, les communications entre les voies principales sont supprimées et le faisceau des voies de services n'est pas modifié car il est prévu de le gérer avec un locotracteur. En 1985, c'est une gare ouverte aux services des voyageurs et des marchandises ; son trafic annuel de voyageurs est de 5 536 billets et de 241 abonnements et son trafic de marchandises représente un total de 119 tonnes à la réception et de 215 tonnes à l'expédition.
La gare est fermée en 1995 par la SNCF.

## Patrimoine ferroviaire
Fermé en 1995, le bâtiment voyageurs d'origine, qui a été utilisé pendant plusieurs années par le centre des Restos du cœur de Châtillon-sur-Loire, est toujours présent sur le site.

Le bâtiment voyageurs en 2022
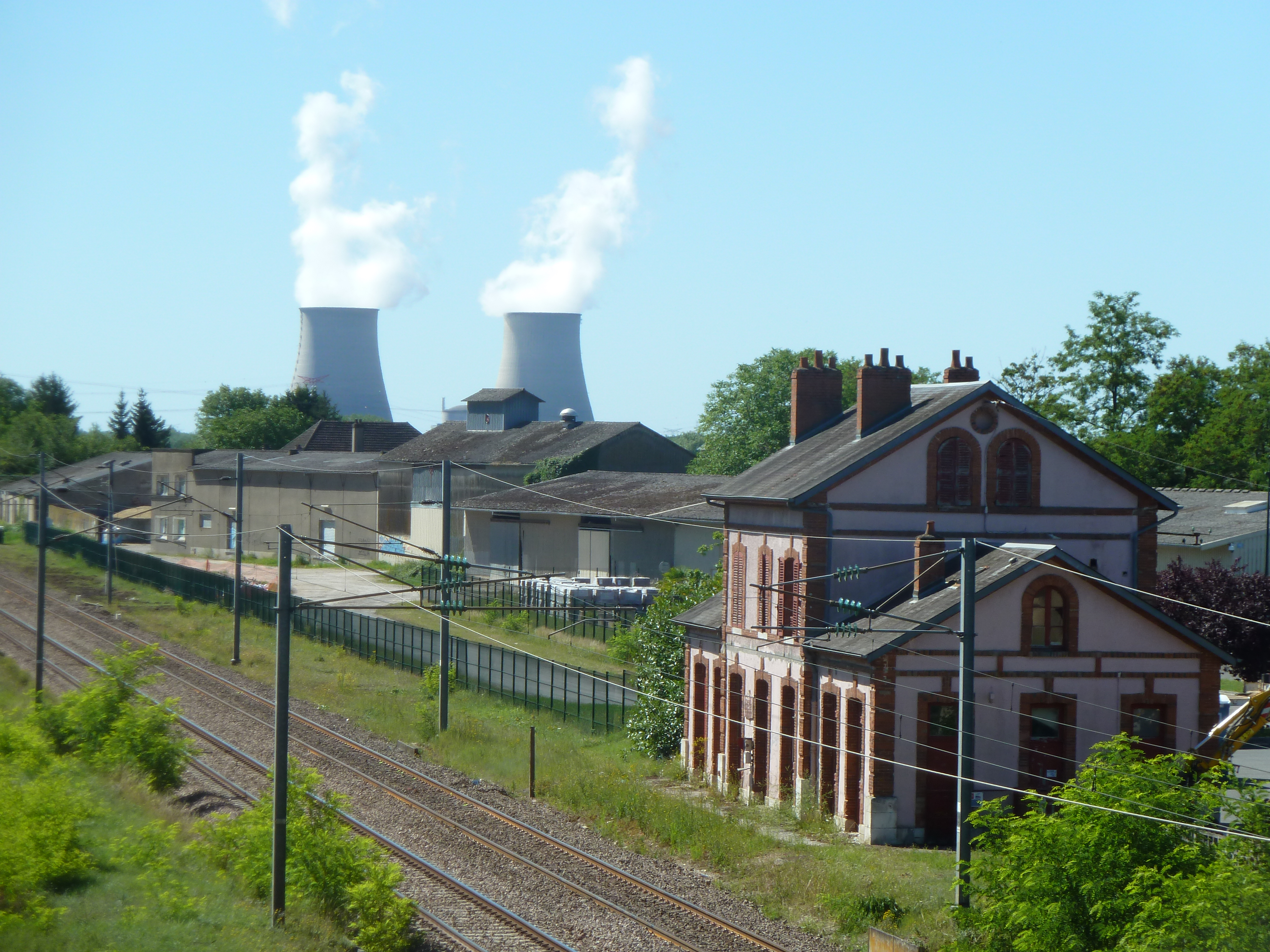
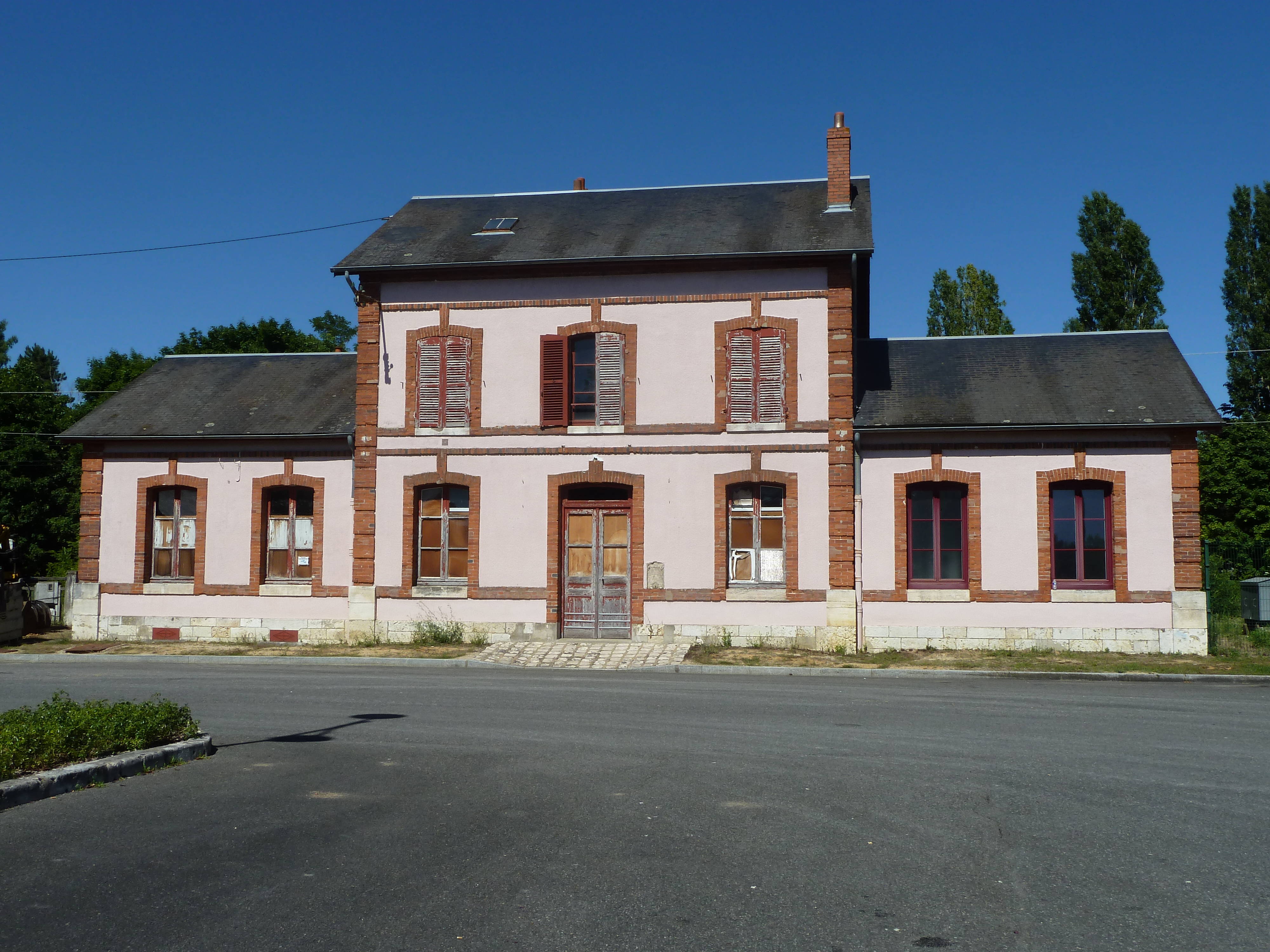
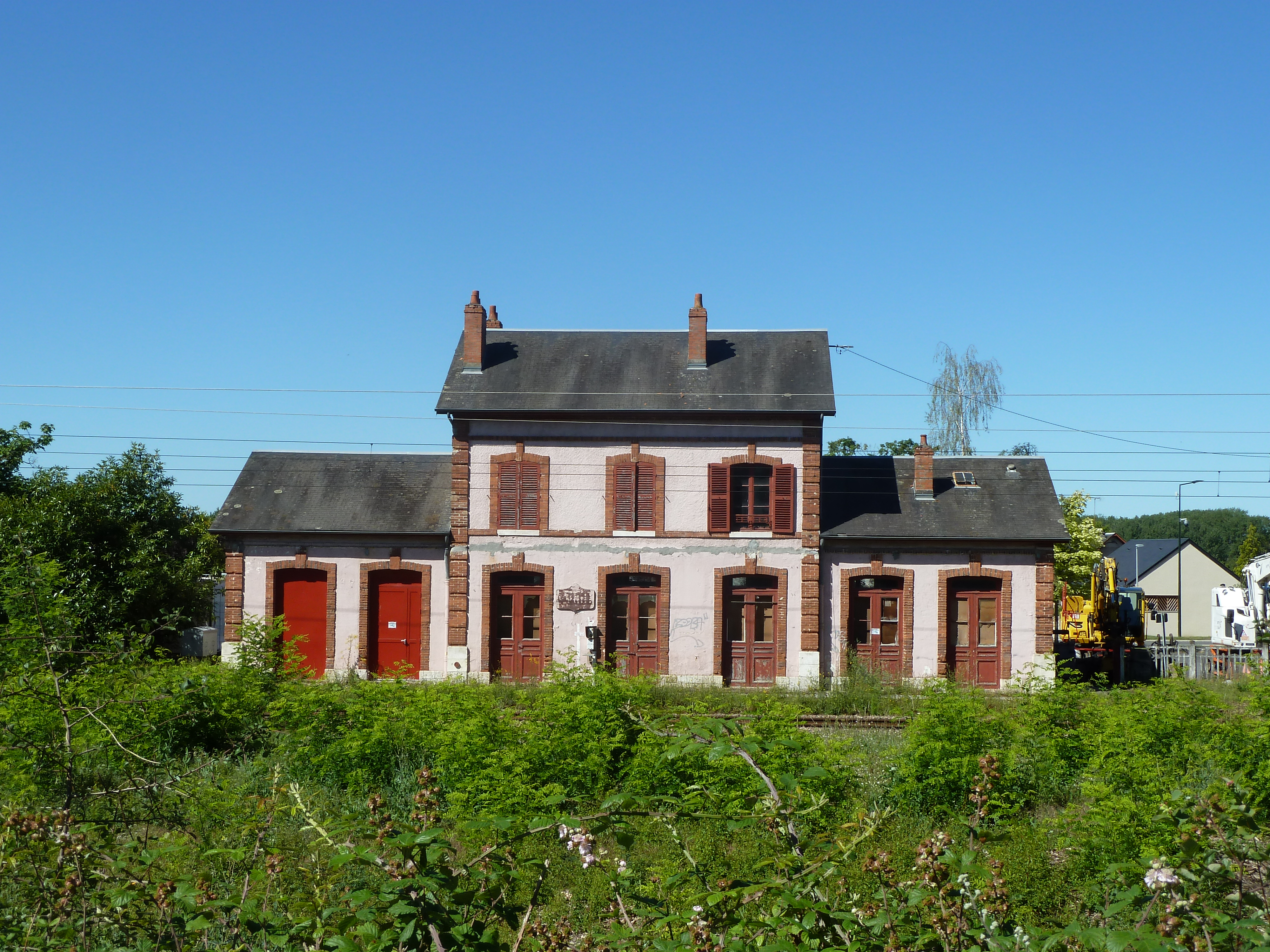